# Rododelphis stamatiadisi
Rododelphis stamatiadisi — викопний вид дельфінів, що існував в плейстоцені. Викопні рештки тварини знайдені на острові Родос (Греція). Вид є близьким родичем косатки (Orcinus orca), але, на відміну від неї, живився переважно рибою.